# Diankou (köpinghuvudort i Kina, Zhejiang Sheng, lat 29,94, long 120,35)
Diankou (kinesiska: 店口镇, 店口) är en köpinghuvudort i Kina. Den ligger i provinsen Zhejiang, i den östra delen av landet, omkring 39 kilometer sydost om provinshuvudstaden Hangzhou. Antalet invånare är 88 561. Befolkningen består av 40 909 kvinnor och 47 652 män. Barn under 15 år utgör 12,0 %, vuxna 15-64 år 80 %, och äldre över 65 år 7,0 %.
Runt Diankou är det tätbefolkat, med 442 invånare per kvadratkilometer. Diankou är det största samhället i trakten. I omgivningarna runt Diankou växer i huvudsak blandskog.
Genomsnittlig årsnederbörd är 2 020 millimeter. Den regnigaste månaden är juni, med i genomsnitt 365 mm nederbörd, och den torraste är januari, med 79 mm nederbörd.